# Bahattin Sofuoğlu
Bahattin Sofuoğlu (Adapazarı, 19 agosto 2003) è un pilota motociclistico turco vincitore della World Supersport Challenge della categoria Supersport nel 2022.

## Carriera

### Supersport 300
Nipote del cinque volte campione del mondo della Supersport, Kenan Sofuoğlu, Bahattin Sofuoğlu partecipò al suo primo mondiale nel 2018 nella classe Supersport 300, nel ruolo di pilota sostitutivo per il team Trasimeno con una Yamaha YZF-R3. Prese parte agli ultimi due gran premi della stagione ma gareggiò solamente a Portimão, senza ottenere punti. Nel 2019, Sofuoğlu venne ingaggiato dal squadra Puccetti Racing, equipaggiata con Kawasaki Ninja 400. Chiuse la stagione nuovamente senza punti in classifica generale.
Nel 2020, tornò a correre con una Yamaha YZF-R3 con la squadra Biblion MotoXRacing. Ottenne i primi punti nella gara d'esordio della stagione, a Jerez con il quinto posto, e realizzò la prima vittoria nella gara 2, nello stesso gran premio. Nella gara 1 del GP d'Aragona, segnò il giro veloce della gara, conclusasi però con un ritiro. Nel successivo gran premio di Teruel, sempre disputato sul circuito d'Aragona, realizzò la prima pole position, ottenendo una vittoria in gara 1 e un terzo posto in gara 2. A Magny-Cours in gara 1, salì nuovamente sul terzo gradino del podio. Chiuse la stagione con 143 punti al terzo posto in classifica generale, con due vittorie e quattro podi complessivi, una pole position e un giro veloce.
Nel 2021 restò nella stessa squadra, iniziando la stagione negativamente con due zeri in entrambe le gare disputate ad Aragon. Al termine della stagione si classificò sesto, miglior pilota Yamaha, con due vittore e altri due piazzamenti a podio. Nella stessa stagione è vice-campione italiano Supersport 300 ottenendo tre vittorie e quattro secondi posti.

### Supersport
Nel 2022 prende parte alle gare valide per la World Supersport Challenge nel mondiale Supersport, gareggia con il team ufficiale MV Agusta in sella ad una F3 800 RR. Il compagno di squadra è Niki Tuuli. Nella prima parte di stagione, Sofuoğlu duella punto a punto con Marcel Brenner per il primo posto in classifica, nel finale raccoglie molti buoni piazzamenti vincendo la Challenge con ampio margine. I punti conquistati gli consentono inoltre di classificarsi quattordicesimo nel mondiale. Nel 2023 prosegue con MV Agusta, il nuovo compagno di squadra è Marcel Schrötter. In occasione del GP di Barcellona vince per la prima volta in questa categoria. In tale occasione, con il secondo posto di Schrötter, MV realizza una doppietta in gara che mancava dal 2015. Sale nuovamente sul podio in entrambe le prove a Most e chiude il campionato al sesto posto. Nel 2024 inizia il terzo anno con MV nel mondiale Supersport. All'indomani del Gran Premio d'Aragona viene annunciata la rescissione con la squadra: il suo posto viene preso da Bo Bendsneyder. Contestualmente viene ingaggiato da Yamaha Thailand Racing per disputare gli ultimi due Gran Premi. A punti con entrambe le moto, si classifica dodicesimo tra i piloti.

## Risultati in gara

### Campionato mondiale Supersport 300
| 2018 | Moto   |  |  |  |  |  |  |    |    |  |  |  |  |  |  |  |  | Punti | Pos. |
| ---- | ------ |  |  |  |  |  |  | -- | -- |  |  |  |  |  |  |  |  | ----- | ---- |
| 2018 | Yamaha |  |  |  |  |  |  | 17 | NP |  |  |  |  |  |  |  |  | 0     |      |

| 2019 | Moto     |     |    |    |    |    |    |  |     |    |  |  |  |  |  |  |  | Punti | Pos. |
| ---- | -------- | --- | -- | -- | -- | -- | -- |  | --- | -- |  |  |  |  |  |  |  | ----- | ---- |
| 2019 | Kawasaki | Rit | NQ | AN | NQ | NQ | NQ |  | Rit | 23 |  |  |  |  |  |  |  | 0     |      |

| 2020 | Moto   |   |   |   |   |     |     |   |   |   |    |   |     |    |   |  |  | Punti | Pos. |
| ---- | ------ | - | - | - | - | --- | --- | - | - | - | -- | - | --- | -- | - |  |  | ----- | ---- |
| 2020 | Yamaha | 5 | 1 | 5 | 5 | Rit | Rit | 1 | 3 | 9 | 10 | 3 | Rit | 14 | 4 |  |  | 143   | 3º   |

| 2021 | Moto   |    |     |     |   |   |    |   |     |     |     |   |   |   |   |   |    | Punti | Pos. |
| ---- | ------ | -- | --- | --- | - | - | -- | - | --- | --- | --- | - | - | - | - | - | -- | ----- | ---- |
| 2021 | Yamaha | NC | Rit | Rit | 6 | 5 | 32 | 5 | Rit | Rit | Rit | 2 | 1 | 3 | 1 | 4 | 17 | 131   | 6º   |

| Legenda | 1º posto        | 2º posto            | 3º posto           | A punti      | Senza punti        | Grassetto – Pole position Corsivo – Giro più veloce |
| Legenda | Gara non valida | Non qual./Non part. | Ritirato/Non class | Squalificato | '-' Dato non disp. | Grassetto – Pole position Corsivo – Giro più veloce |

### Campionato mondiale Supersport
| 2022 | Moto      |    |    |    |    |    |    |    |    |    |     |   |   |     |    |   |   |    |   |  |  |  |  |  |  | Punti | Pos. |
| ---- | --------- | -- | -- | -- | -- | -- | -- | -- | -- | -- | --- | - | - | --- | -- | - | - | -- | - |  |  |  |  |  |  | ----- | ---- |
| 2022 | MV Agusta | 12 | 14 | 15 | 10 | 23 | 14 | 21 | 18 | 15 | Rit | 7 | 5 | Rit | NP | 5 | 7 | 11 | 5 |  |  |  |  |  |  | 72    | 14º  |

| 2023 | Moto      |     |    |   |    |    |     |   |   |     |   |    |   |   |     |   |   |   |     |   |   |   |     |    |     | Punti | Pos. |
| ---- | --------- | --- | -- | - | -- | -- | --- | - | - | --- | - | -- | - | - | --- | - | - | - | --- | - | - | - | --- | -- | --- | ----- | ---- |
| 2023 | MV Agusta | Rit | 11 | 9 | 10 | 11 | Rit | 3 | 1 | Rit | 7 | 13 | 8 | 4 | Rit | 3 | 3 | 9 | Rit | 6 | 4 | 7 | Rit | 16 | Rit | 168   | 6º   |

| 2024 | Moto               |   |   |    |   |   |   |     |     |   |     |     |     |    |    |    |     |    |    |    |     |    |   |     |   | Punti | Pos. |
| ---- | ------------------ | - | - | -- | - | - | - | --- | --- | - | --- | --- | --- | -- | -- | -- | --- | -- | -- | -- | --- | -- | - | --- | - | ----- | ---- |
| 2024 | MV Agusta e Yamaha | 6 | 6 | 10 | 6 | 8 | 5 | Rit | Rit | 6 | Rit | Rit | Rit | NQ | NQ | 16 | Rit | 10 | 11 | 10 | Rit | 10 | 8 | Rit | 9 | 103   | 12º  |

| Legenda | 1º posto        | 2º posto            | 3º posto           | A punti      | Senza punti        | Grassetto – Pole position Corsivo – Giro più veloce |
| Legenda | Gara non valida | Non qual./Non part. | Ritirato/Non class | Squalificato | '-' Dato non disp. | Grassetto – Pole position Corsivo – Giro più veloce |

### Campionato mondiale Superbike
| 2025 | Moto   |    |    |    |    |     |    |     |    |    |    |    |    |    |    |    |     |    |    |    |    |    |    |    |    |  |  |  |  |  |  |  |  |  |  |  |  |  |  |  |  |  |  | Punti | Pos. |
| ---- | ------ | -- | -- | -- | -- | --- | -- | --- | -- | -- | -- | -- | -- | -- | -- | -- | --- | -- | -- | -- | -- | -- | -- | -- | -- |  |  |  |  |  |  |  |  |  |  |  |  |  |  |  |  |  |  | ----- | ---- |
| 2025 | Yamaha | 15 | 17 | 16 | 13 | Rit | 13 | Rit | 18 | 15 | 17 | 19 | 17 | 15 | 16 | 17 | Rit | 15 | 13 | 15 | 16 | 17 | 15 | 14 | 13 |  |  |  |  |  |  |  |  |  |  |  |  |  |  |  |  |  |  | 17    |      |

| Legenda | 1º posto        | 2º posto            | 3º posto           | A punti      | Senza punti        | Grassetto – Pole position Corsivo – Giro più veloce |
| Legenda | Gara non valida | Non qual./Non part. | Ritirato/Non class | Squalificato | '-' Dato non disp. | Grassetto – Pole position Corsivo – Giro più veloce |